# Каменна-Гура (Келецький повіт)
Каменна-Гура (пол. Kamienna Góra) — село в Польщі, у гміні Бодзентин Келецького повіту Свентокшиського воєводства.
У 1975-1998 роках село належало до Келецького воєводства.